# Tapestry (캐럴 킹의 음반)
《Tapestry》는 미국의 싱어송라이터 캐럴 킹의 두 번째 정규 음반으로 1971년 2월 10일 오드 레코드를 통해 발매됐다. 루 애들러가 프로듀싱한 음반으로, 리드 싱글인 〈It's Too Late〉와 〈I Feel the Earth Move〉는 빌보드 핫 100과 이지 리스닝 차트에서 5주 동안 1위를 기록했다.
《Tapestry》는 미국 음반 산업 협회로부터 14× 플래티넘 인증을 받으며 가장 많이 팔린 음반 중 하나가 되었다. 2000년, 콜린 라킨은 저서 《All Time Top 1000 Albums》에 음반을 74위로 선정했고, 2020년 롤링 스톤은 역사상 가장 위대한 음반 500장 목록에 《Tapestry》를 25위에 선정했다. 1972년 제14회 그래미 어워드에서 올해의 음반, 올해의 노래, 올해의 레코드를 포함해 4개 부문 수상을 거머쥐었으며, 1998년에는 그래미 명예의 전당에 헌액됐다.
| 전문가 평가              | 전문가 평가 |
| 평가 점수                | 평가 점수   |
| 출처                     | 점수        |
| ------------------------ | ----------- |
| 올뮤직                   | [ 7 ]       |
| 로버트 크리스트가우      | A−          |
| 대중음악 백과사전        | [ 9 ]       |
| 그레이트 록 디스코그래피 | 8/10        |
| 뮤직하운드 록            | 5/5         |
| 피치포크]]               | 10/10       |
| 롤링 스톤 앨범 가이드    | [ 13 ]      |
| 언컷                     | [ 14 ]      |

## 트랙 리스트
A 사이드
1. "I Feel the Earth Move" – 3:00
2. "So Far Away" – 3:55
3. "It's Too Late" (토니 스턴, 킹) – 3:54
4. "Home Again" – 2:29
5. "Beautiful" – 3:08
6. "Way Over Yonder" – 4:49

B 사이드
1. "You've Got a Friend" – 5:09
2. "Where You Lead" (스턴, 킹) – 3:20
3. "Will You Love Me Tomorrow?" (제리 고핀, King) – 4:13
4. "Smackwater Jack" (고핀, 킹) – 3:42
5. "Tapestry" – 3:15
6. "(You Make Me Feel Like) A Natural Woman" (고핀, 킹, 제리 웩슬러) – 3:59

## 인증 및 판매량
| 국가                                                                                         | 인증         | 판매량/출하량 |
| -------------------------------------------------------------------------------------------- | ------------ | ------------- |
| 오스트레일리아 (ARIA)                                                                        | 8× 플래티넘  | 560,000       |
| 일본 (RIAJ) 1991 reissue                                                                     | 골드         | 100,000^      |
| 뉴질랜드 (RMNZ)                                                                              | 플래티넘     | 15,000^       |
| 영국 (BPI)                                                                                   | 2× 플래티넘  | 600,000*      |
| 미국 (RIAA)                                                                                  | 14× 플래티넘 | 14,000,000    |
| *판매량을 기반으로 한 인증 · ^출하량을 기반으로 한 인증 · 판매량+스트리밍을 기반으로 한 인증 |              |               |